# Gergely Téglásy
Gergely Téglásy, Kürzel TG (* 1970 in Budapest) ist ein ungarischer Autor, Hochschullehrer und Kommunikationsexperte.

## Leben und Werk
Téglásy lebte in Madrid, Düsseldorf und Kalifornien. Er studierte Theater-, Film- und Medienwissenschaft an der Universität Wien und publizierte in einigen Zeitungen, übersetzte die Erzählung „Ein Kind“ von Thomas Bernhard in die ungarische Sprache und schrieb Theaterstücke sowie das Drehbuch zu dem Film „In Heaven“. 2010 startete er den ersten Facebook-Roman „Zwirbler“, der 2014 für den Virenschleuder-Preis in der Rubrik Ansteckendste Maßnahme/Strategie nominiert wurde.
Er ist externer Lehrbeauftragter in den Bereichen Kommunikation, Werbung und Mediengestaltung an der Universität Wien, Lektor an der Fachhochschule Burgenland in Eisenstadt im Department Informationstechnologie und Informationsmanagement und hält Lehrgänge (jährliches Webinar) für Kommunikationsfachleute  im Erwachsenenbildungsbereich des Wirtschaftsförderungsinstitut. 2015 hielt er einen Vortrag bei TEDx in Linz.
Téglásy ist Gründer mehrerer Unternehmen im Kreativbereich, so auch Mitbegründer der caregency GmbH, die eine Senioren-Notruflösung namens b-cared entwickelt.